# 圣欧班德库德赖
圣欧班德库德赖（法語：Saint-Aubin-des-Coudrais，法語發音：[sɛ̃t‿obɛ̃ de kudʁɛ]）是法国萨尔特省的一个市镇，属于马梅尔斯区。

## 地名
缩合冠词“des”发音为[de]，在《法汉译音表》中对应“代”字，但其仅在“圣莫代福塞”（Saint-Maur-des-Fossés）等少数地名中译作“代”，《世界地名翻译大辞典》、《世界地名译名词典》和《法国地图册》等主流地名译名类书籍资料中多译作“德”。

## 地理
圣欧班德库德赖（48°10'21"N, 0°35'5"E）面积17.42 平方千米，位于法国卢瓦尔河地区大区萨尔特省，该省份为法国西北部内陆省份，北起顺时针与奥恩省、厄尔-卢瓦省、卢瓦-谢尔省、安德尔-卢瓦尔省、曼恩-卢瓦尔省和马耶讷省接壤，是法国大西部的入口，连接卢瓦尔河谷、布列塔尼和巴黎盆地。
与圣欧班德库德赖接壤的市镇（或旧市镇、城区）包括：德欧、圣乔治迪罗赛、拉博斯、圣马丹德蒙、貝爾納堡。
圣欧班德库德赖的时区为UTC+01:00、UTC+02:00（夏令时）。

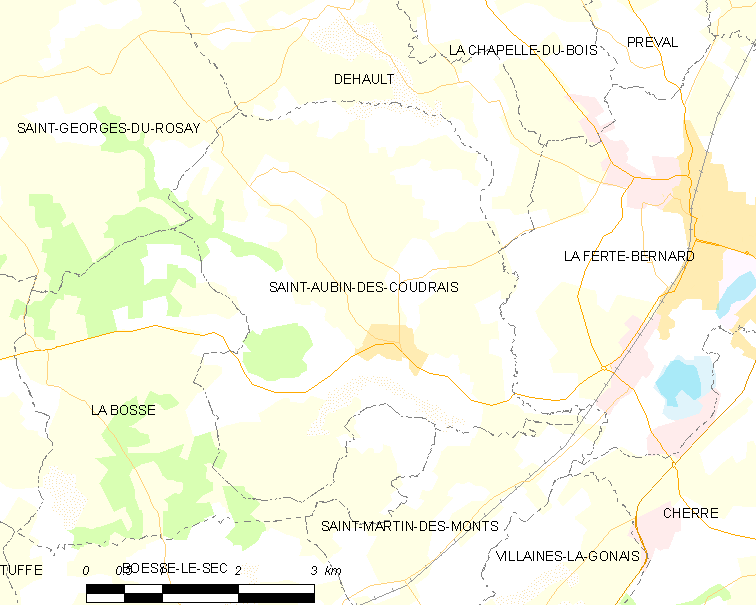
圣欧班德库德赖的OSM定位图

## 行政
圣欧班德库德赖的邮政编码为72400，INSEE市镇编码为72267。

## 政治
圣欧班德库德赖所属的省级选区为贝尔纳堡县。

## 人口

1962-2008年间圣欧班德库德赖人口变化图示

圣欧班德库德赖于2022年1月1日时的人口数量为916人。